# Pierre-Yves Gayraud
Pierre-Yves Gayraud (Tulle, 26 gennaio 1963) è un costumista francese.

## Filmografia

### Cinema
- Le Brasier, regia di Éric Barbier (1991)
- Indocina (Indochine), regia di Régis Wargnier (1992)
- Justinien Trouvé ou le Bâtard de Dieu, regia di Christian Fechner (1993)
- Le Péril jeune, regia di Cédric Klapisch (1994)
- Les Amoureux, regia di Catherine Corsini (1994)
- Rosine, regia di Christine Carrière (1994)
- Poeti dall'inferno (Total Eclipse), regia di Agnieszka Holland (1995)
- Raï, regia di Thomas Gilou (1995)
- Ognuno cerca il suo gatto (Chacun cherche son chat), regia di Cédric Klapisch (1996)
- Clubbed to Death (Lola), regia di Yolande Zauberman (1996)
- Love, etc., regia di Marion Vernoux (1996)
- Eau douce, regia di Marie Vermillard (1997)
- Docteur Chance, regia di F. J. Ossang (1997)
- Il nano rosso (Le Nain Rouge), regia di Yvan Le Moine (1998)
- Lila Lili, regia di Marie Vermillard (1999)
- Qui plume la lune?, regia di Christine Carrière (1999)
- Est-ovest - Amore-libertà (Est - Ouest), regia di Régis Wargnier (1999)
- Toreros, regia di Éric Barbier (2000)
- Belfagor - Il fantasma del Louvre (Belphégor - Le Fantôme du Louvre), regia di Jean-Paul Salomé (2001)
- Imago, regia di Marie Vermillard (2001)
- La Guerre à Paris, regia di Yolande Zauberman (2002)
- The Bourne Identity, regia di Doug Liman (2002)
- 24 ore nella vita di una donna (Vingt-quatre Heures de la vie d'une femme), regia di Laurent Bouhnik (2002)
- Merci Docteur Rey, regia di Andrew Litvack (2002)
- Due fratelli (Deux Frères), regia di Jean-Jacques Annaud (2004)
- Ordo, regia di Laurence Ferreira Barbosa (2004)
- Man to Man, regia di Régis Wargnier (2005)
- Faubourg Saint-Denis, episodio di Paris, je t'aime, regia di Tom Tykwer (2006)
- Tuileries, episodio di Paris, je t'aime, regia di Joel ed Ethan Coen (2006)
- Profumo - Storia di un assassino (Perfume: The Story of a Murderer), regia di Tom Tykwer (2006)
- Mr. Bean's Holiday, regia di Steve Bendelack (2007) Il costume di Rowan Atkinson in Mr. Bean's Holiday (2007).

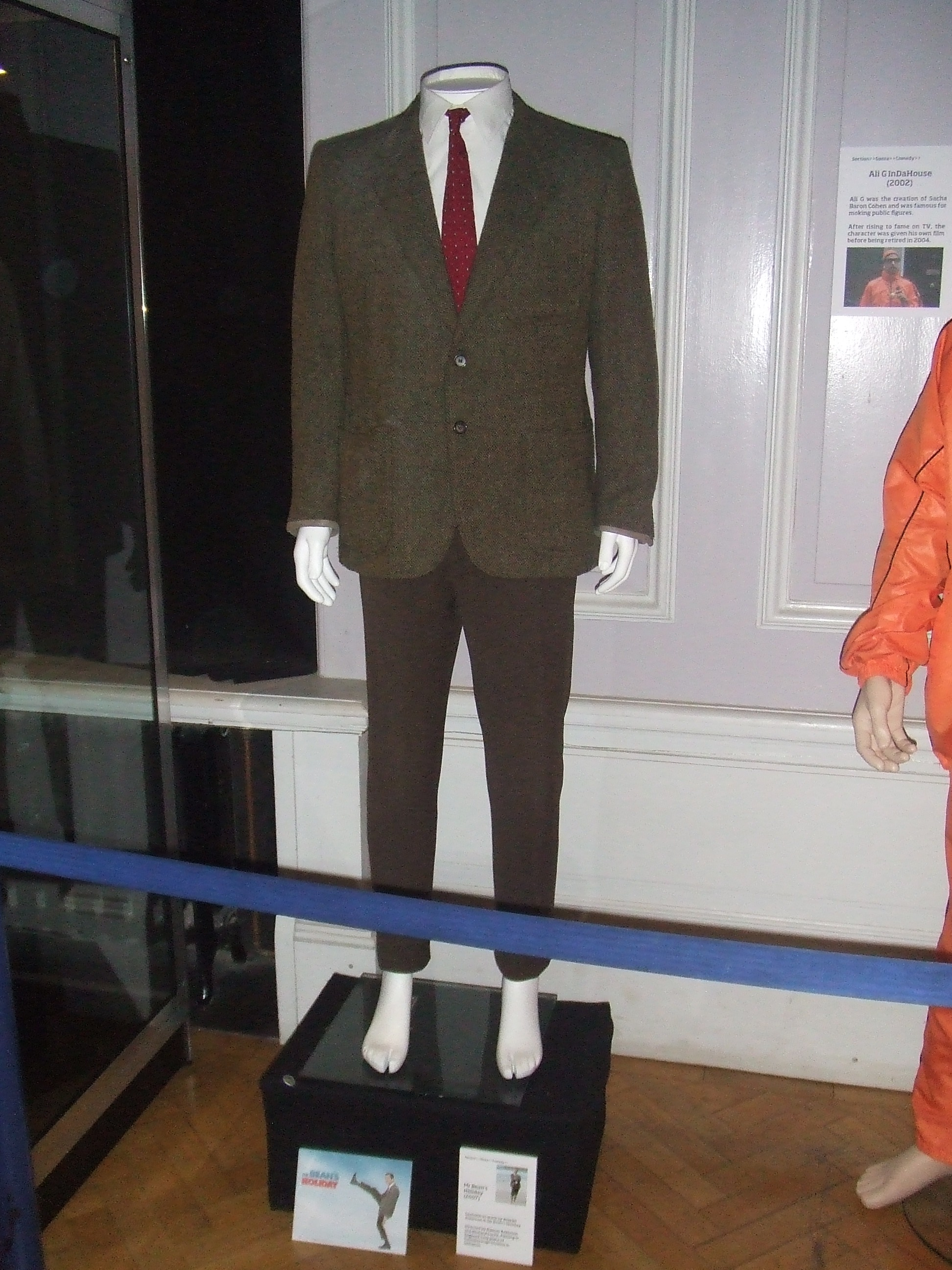
Il costume di Rowan Atkinson in Mr. Bean's Holiday (2007).

- Sa Majesté Minor, regia di Jean-Jacques Annaud (2007)
- La contessa (The Countess), regia di Julie Delpy (2009)
- Demain dès l'aube, regia di Denis Dercourt (2009)
- Dharma Guns, regia di F. J. Ossang (2010)
- La Permission de minuit, regia di Delphine Gleize (2011)
- La Ligne droite, regia di Régis Wargnier (2011)
- La Fille du puisatier, regia di Daniel Auteuil (2011)
- I tre moschettieri (The Three Musketeers), regia di Paul W. S. Anderson (2011)
- Albert Nobbs, regia di Rodrigo García (2011)
- Le Skylab, regia di Julie Delpy (2012)
- Cloud Atlas, regia di Lana e Lilly Wachowski e Tom Tykwer (2012)
- In Secret, regia di Charlie Stratton (2013)
- La bella e la bestia (La Belle et la Bête), regia di Christophe Gans (2014)
- Amore, cucina e curry (The Hundred-Foot Journey), regia di Lasse Hallström (2014)
- Le Grand Homme, regia di Sarah Leonor (2014)
- Lolo - Giù le mani da mia madre (Lolo), regia di Julie Delpy (2015)
- Aspettando il re (A Hologram for the King), regia di Tom Tykwer (2016)
- The Promise, regia di Terry George (2016)
- La mia vita con John F. Donovan (The Death & Life of John F. Donovan), regia di Xavier Dolan (2018)
- L'Empereur de Paris, regia di Jean-François Richet (2018)
- Matthias & Maxime, regia di Xavier Dolan (2019)
- Qualcuno salvi il Natale 2 (The Christmas Chronicles 2), regia di Chris Columbus (2020)

### Televisione
- L'Allée du Roi – miniserie TV, 2 puntate (1996)
- Coco Chanel – miniserie TV, 2 puntate (2008)
- Folie douce, regia di Josée Dayan – film TV (2009)
- Babylon Berlin – serie TV, 28 episodi (2017-2020)

## Riconoscimenti
- Premio César
  - 1993 - Candidatura ai migliori costumi per Indocina
  - 2015 - Candidatura ai migliori costumi per La bella e la bestia
  - 2019 - Candidatura ai migliori costumi per L'Empereur de Paris
- Satellite Award
  - 2012 - Candidatura ai migliori costumi per Cloud Atlas
- Saturn Award
  - 2013 - Candidatura ai migliori costumi per Cloud Atlas